# شارل فان دورسلار
شارل فان دورسلار (انگلیسی: Charles Van Doorselaer؛ زادهٔ) دوچرخه‌سوار اهل بلژیک است.